# Tak for i aften
Tak for i aften og Tak for i Aften on Tour er et dansk sketchshow med de to danske stand-up-komikere Rune Klan og Mick Øgendahl.
Første sæson (Tak for i aften) blev sendt i foråret 2007 på TV 2 Zulu. I showet optræder der 96 forskellige personer, som bliver spillet af hhv. Klan og Øgendahl. Den 11. maj 2005 kom showet på DVD.
Anden sæson (Tak for i aften on Tour) blev lanceret i efteråret 2005. Programmet sendes på TV 2 Zulu.
I 2007 var programmet nomineret til Årets Comedy ved TV Prisen.
Ved Zulu Awards i 2008 modtog programmet prisen for Årets Danske Comedy TV-program.

## Indhold
Tak for i aften indeholder bl.a. sketchene:
- Brumbass og Snailmann
- Radio Ren med Adolf og Rudolf
- Orker-pigen og Ulla Henriksen
- Patrulje 22
- Gert Klinge
- Havet omkring Danmark, med fiskere, der får kvalme ved lugten af fisk
- De nørdede tankpassere
- De polakhadende håndværkere
- Operation Y med Torben Diegeldauer
- Spasdommerne
- Mogens, den usynlige soldat
- De mandehadende betonlebber. (ses som håndboldtrænere i sæson 2)
- Arkæologerne
- Mig og min Cykel
- Ordføren ved mødet
- Go'e fif
- Den fulde irer på kanalrundfart
- Claus, manden der gang på gang mislykkedes med selvmordsforsøg
- Han & hund imellem, med "hundeeksperten" Amdi Wowchesky
- Bilminuttet med Palle Wilder
- Krigsveteranerne
- Den intetvidende Silvan-medarbejer
- Botanikerne
- Aaarghmanden
- Gastronomi med suppe, steg og i..